# Pohronský Ruskov
Pohronský Ruskov este o comună slovacă, aflată în districtul Levice din regiunea Nitra. Localitatea se află la altitudinea de 131 m deasupra n.m., se întinde pe o suprafață de 9,11 km2 și în 2017 număra 1.254 de locuitori.

## Istoric
Localitatea Pohronský Ruskov este atestată documentar din 1269.

## Demografie
| An:                | 1994 | 2004   | 2014   | 2024   |
| ------------------ | ---- | ------ | ------ | ------ |
| Număr de persoane: | 1384 | 1258   | 1286   | 1170   |
| Diferență:         |      | −9,10% | +2,22% | −9,02% |

| An:                | 2023 | 2024   |
| ------------------ | ---- | ------ |
| Număr de persoane: | 1185 | 1170   |
| Diferență:         |      | −1,26% |